# Robert Brown (upptäcktsresande)
Robert Brown, född 23 mars 1842, död 26 oktober 1895, var en skotsk botanist, geograf och upptäcktsresande.
Brown, som kallade sig Campsterianus, för att skilja sig från sin store samtida (Robert Brown från Montrose), gjorde på 1860-talet flera resor till Grönland, Spetsbergen med flera platser, senare även till Afrika. 
Brown utgav ett stort antal, mestadels populärvetenskapliga, tidskrifter, av vilka bland annat The story of Africa översatts till svenska (2 band 1896–97).
Auktorsnamnet R.Br.ter. kan användas för Robert Brown (upptäcktsresande) i samband med ett vetenskapligt namn inom botaniken; se Wikipediaartiklar som länkar till auktorsnamnet.